# Serixia menadensis
Serixia menadensis là một loài bọ cánh cứng trong họ Cerambycidae.